# توجه نحو الشرق والشمال
المصطلحان التوجه نحو الشرق والتوجه نحو الشمال[بحاجة لمصدر] هما عبارة عن إحداثيات ديكارتية جغرافية لنقطة ما. ويعني «التوجه نحو الشرق» المسافة المقيسة للاتجاه نحو الشرق (أو الإحداثي السيني)، في حين أن «التوجه نحو الشمال» يعني المسافة المقيسة للاتجاه نحو الشمال (أو الإحداثي الصادي).

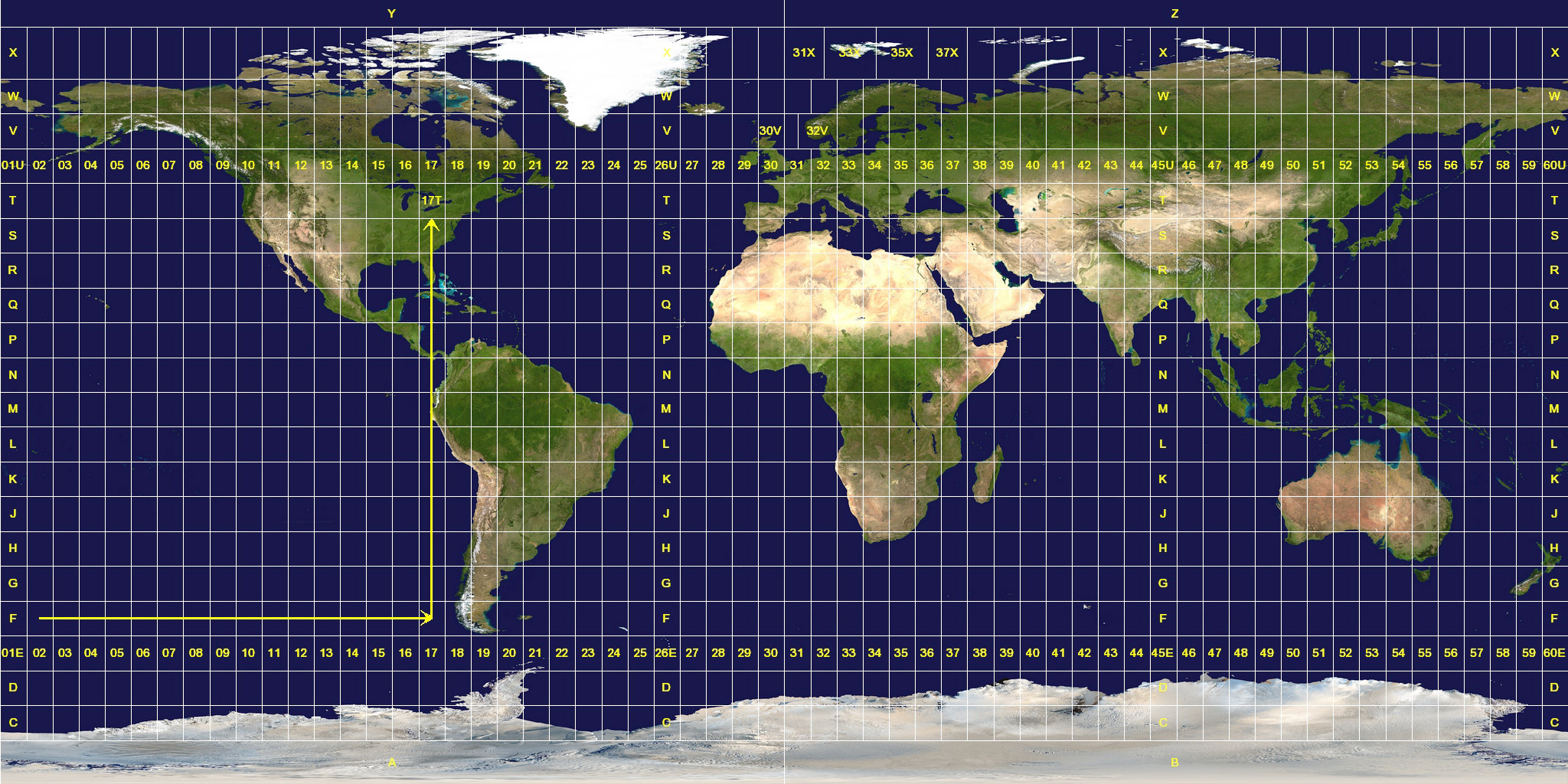

ويتم قياس إحداثيات «التوجه نحو الشرق» و«التوجه نحو الشمال» بصفة عامة بالمتر من خط إسناد أفقي. ومع ذلك، يتم كذلك استخدام الوحدات الإمبراطورية (مثل قدم المسح). وغالبًا ما تقترن الإحداثيات بـ نظام إحداثيات المستعرض العالمي ميركاتور (UTM)، والذي يحتوي على مناطق فريدة تغطي الأرض من أجل توفير المراجع التفصيلية.
كما كان المصطلح التوجه نحو الشرق يستخدم من قبل المستشرقين لوصف التوجه المعتاد تجاه القطب الشمالي. وقد استخدم إيزاك إيزرائيل هايس هذا المصطلح في عام 1861 أمام الجمعية الجغرافية والإحصائية في نيويورك، عندما قال «لقد قصّرت الحاجة إلى الطاقة البخارية من رحلتي تجاه الشمال».

## التدوين والاصطلاحات
يمكن العثور على المواقع باستخدام أزواج الاتجاه نحو الشرق/الاتجاه نحو الشمال (أو س،ص). وغالبًا، وبشكل تقليدي، يتم سرد الاتجاه نحو الشرق أولاً، ثم يتلوه الاتجاه نحو الشمال.
على سبيل المثال، فإنه يتم التعبير عن قمة جبل أسينيبوين (في 50°52′10″N 115°39′03″W / 50.86944°N 115.65083°W) في المنطقة الحادية عشرة لإحداثيات المستعرض العالمي ميركاتور باستخدام 11U 594934 5636174. كما يمكن استخدام اصطلاحات أخرى كذلك، مثل مرجع الشبكة المقطوع، الذي يمكن أن يُقصر الإحداثيات المشار إليها في المثال لتكون 949-361.